# Apolexis
Apolexis är ett släkte av insekter. Apolexis ingår i familjen Flatidae.
Kladogram enligt Catalogue of Life:
| Apolexis | \| \| Apolexis monardi \| \| \| \| \| \| Apolexis tshiaberimuensis \| \| \| \| |
|          | \| \| Apolexis monardi \| \| \| \| \| \| Apolexis tshiaberimuensis \| \| \| \| |
|          | Apolexis monardi                                                               |
|          |                                                                                |
|          | Apolexis tshiaberimuensis                                                      |
|          |                                                                                |